# Obszar Chronionego Krajobrazu Okolice Kalisza Pomorskiego
Obszar Chronionego Krajobrazu Okolice Kalisza Pomorskiego – obszar chronionego krajobrazu położony w południowo-wschodniej części województwa zachodniopomorskiego. 

## Położenie
Obszar we wschodniej części znajduje się w obrębie Pojezierza Wałeckiego, a zachodniej na Równinie Drawskiej. Obejmuje wschodnią część miasta i gminy Kalisz Pomorski z jeziorami Bobrowo Wielkie i Bobrowo Małe. Południowa granica obszaru oparta jest na linii kolejowej nr 403 z Piły do Ulikowa oraz drodze krajowej nr 10. W części północnej obszar obejmuje fragment Puszczy Drawskiej wraz z jeziorami Giżyno i Orle Małe oraz doliną Drawicy.

## Historia i status prawny
Obszar objęty został ochroną na podstawie Uchwały Nr X/46/75 Wojewódzkiej Rady Narodowej w Koszalinie z dnia 17 listopada 1975 r. w sprawie stref chronionego krajobrazu (Dz. Urz. WRN w Koszalinie Nr 9, poz. 49). Obszar obejmował wówczas ochroną 1580 ha. Po reformie administracyjnej w 1999 roku znalazł się w granicach województwa zachodniopomorskiego. Ochrona obszaru została podtrzymana rozporządzeniem Wojewody Zachodniopomorskiego. W 2003 dotychczasowa strefa ochrony krajobrazu uznana została za obszar chronionego krajobrazu i przyjęte zostały ujednolicone zakazy obowiązujące na wszystkich obszarach tej formy ochrony w województwie, skorygowane w 2005 i później wielokrotnie modyfikowane przez Sejmik Województwa Zachodniopomorskiego (8-krotnie w latach 2009–2018). W obwieszczeniu z roku 2014 zmieniono granicę obszaru na 2246,6 ha.

## Charakterystyka krajobrazu
Obszar chroni krajobraz pojezierny. Występują tu jeziora: Giżyno otoczone starodrzewiem bukowym, Siekiercze obficie porośnięte grążelem żółtym, Orle Małe, Bobrowo Małe, Bobrowo Duże oraz stawy rybne w dolinie cieku Młynówka. W dolinie Drawicy i innych cieków występują kompleksy roślinności łąkowej, pastwiskowej i szuwarowej. Poza tym dużą powierzchnię zajmują lasy (1071,02 ha to tereny zarządzane przez Nadleśnictwo Kalisz Pomorski).

## Nadzór
Nadzór nad obszarem sprawuje Sejmik Województwa Zachodniopomorskiego.